# Carlos A. Hogan
Carlos Alberto Hogan (Pergamino, 4 de mayo de 1913 - 23 de noviembre de 1985) fue un escribano y político argentino, que ejerció como ministro de Agricultura y Ganadería de su país entre 1952 y 1955.

## Biografía
Nació en Pergamino, estudió en la Universidad Nacional del Litoral y luego en la Universidad Nacional de La Plata, donde se recibió de escribano público en 1933. Trabajó en Obras Sanitarias de la Nación, fue jefe del Registro de Créditos Prendarios en Pergamino, consultor notarial del Banco Hipotecario Nacional. Adhirió al peronismo, durante cuyos gobiernos fue escribano del Instituto Nacional de Previsión Social y subgerente de la Obra Social de YPF.
El 4 de mayo de 1950 fue nombrado embajador ante el Reino Unido, y en junio de 1952 asumió como ministro de Agricultura y Ganadería de la Nación. Durante el mismo período fue presidente de la Junta Nacional de Carnes. Durante su gestión inició la formación de lo que luego sería el Instituto Nacional de Tecnología Agropecuaria (INTA), alentando el papel de los técnicos en la formulación de políticas públicas y en la investigación; también tuvo un papel activo en la protección de la agricultura y los recursos naturales. Tras el bombardeo de Plaza de Mayo, el presidente Perón reorganizó su gabinete, desplazando a Hogan.
En 1973, durante la presidencia de Héctor J. Cámpora, fue nombrado presidente de la Administración de Parques Nacionales. Durante su gestión se creó el parque nacional Baritú.
Su hijo Tomás Hogan fue intendente del partido de General Alvarado y senador provincial de la provincia de Buenos Aires por la 5.ª sección electoral, mismos cargos que ocuparía el hijo de este, Patricio Hogan.